# ブッシュ減税

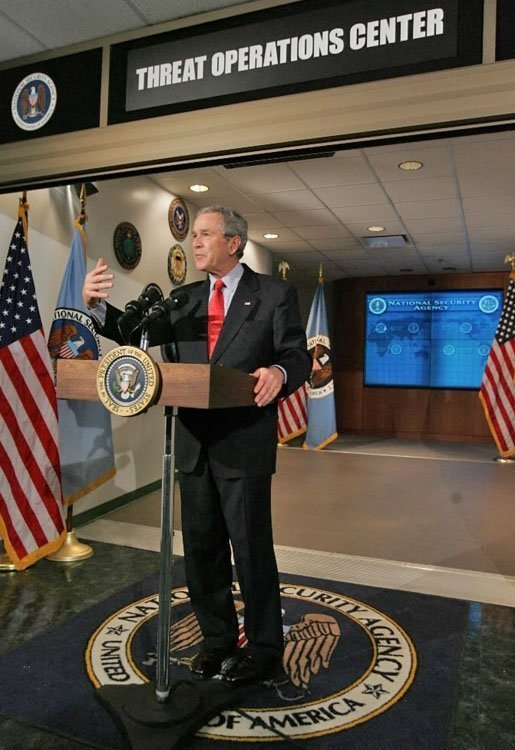
NSAを訪問したブッシュ大統領（2006年）

ブッシュ減税（ブッシュげんぜい）とは、2001年、2003年の2度にわたってアメリカ合衆国大統領ジョージ・W・ブッシュが実施した史上最大規模の超大型減税策である。2010年12月、ブッシュの後任のバラク・オバマ大統領は2010年末に期限を迎えるブッシュ減税を2年間延長する法案を柱とする経済対策法案に署名した。

## 概要
サプライサイド経済学のグレン・ハバードらによって進められた減税策である。個人所得税率の低減を中心とする減税策で、特に累進課税の最高税率は39.6パーセントから35パーセントに引き下げられた。富裕層を中心とする投資所得に対しては、従来は通常所得と同率の最高39.6パーセントだった配当課税を15パーセントまで引き下げた。さらに、当時55パーセントだった遺産税に関しては毎年税率を低減させると同時に免税枠を毎年増やしていき、2010年末には完全撤廃するという大胆な税制改革であった。
2010年12月17日、民主党 (アメリカ合衆国)のオバマ大統領は、2010年末に期限を迎えるブッシュ減税を2年間延長し、2012年末まで継続する法案を中心とする経済対策法案に署名し、同法案が成立した。

## 参考資料
- 『2011 資料政治・経済／資料現代社会 補遺資料』清水書院、2011年10月。